# Пайнхърст
Пайнхърст (на английски: Pinehurst) е град в окръг Шошони, щата Айдахо, САЩ. Пайнхърст е с население от 1661 жители (2000) и обща площ от 2,8 km². Намира се на 678 m надморска височина. ЗИП кодът му е 83850, а телефонният му код е 208.